# Monoplex gurabonicus
Monoplex gurabonicus is een uitgestorven slakkensoort uit de familie van de Cymatiidae. De wetenschappelijke naam van de soort werd voor het eerst geldig gepubliceerd in 1917 door Maury als Gutturnium gracile var. gurabonicum.